# 좌위 (성행위)

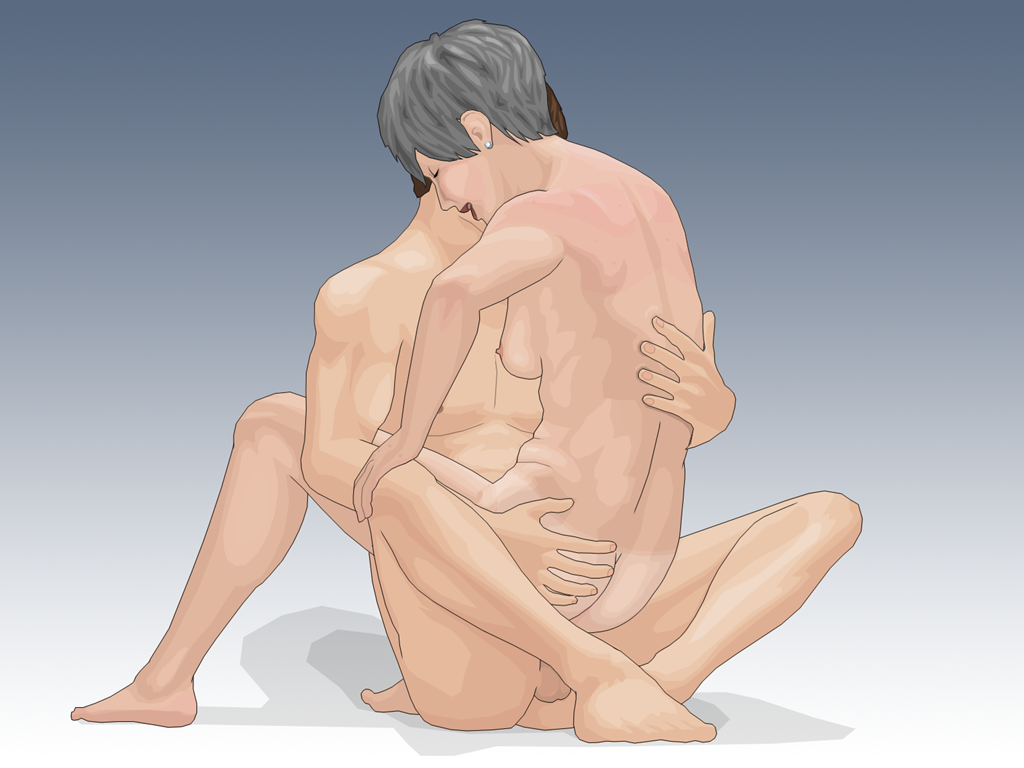
대면좌위

좌위(座位)는 남녀가 서로 앉아서 성교를 하는 체위이다. 남녀의 성기를 관찰할 수 있는 특이한 체위이다. 대면좌위와 배면좌위로 나뉜다.